# Rengging
Rengging is een bestuurslaag in het regentschap Jepara van de provincie Midden-Java, Indonesië. Rengging telt 6501 inwoners (volkstelling 2010).